# 日向萌
日向 萌（ひゅうが もえ、1992年 - ）は、日本の作曲家、編曲家。ミラクル・バス所属。埼玉県出身。

## 経歴
国立音楽大学作曲学科卒業。12歳よりクラシックピアノを習い始め、作曲家への道を志す。CM・ドラマ・アニメなどの映像音楽を中心に活動している。

## 作品

### テレビアニメ
2017年
- いつだって僕らの恋は10センチだった。（オーケストレーション）

2018年
- シュタインズ・ゲート ゼロ（阿保剛、信澤宣明と共同）

2019年
- 荒ぶる季節の乙女どもよ。

2020年
- 推しが武道館いってくれたら死ぬ

2022年
- ヒロインたるもの!〜嫌われヒロインと内緒のお仕事〜（HoneyWorksと共同）

2023年
- 転生王女と天才令嬢の魔法革命
- お隣の天使様にいつの間にか駄目人間にされていた件

2024年
- 歴史に残る悪女になるぞ

### 劇場アニメ
2016年
- ずっと前から好きでした。〜告白実行委員会〜（オーケストレーション）
- 好きになるその瞬間を。〜告白実行委員会〜（オーケストレーション）

2020年
- モンスターストライク THE MOVIE ルシファー 絶望の夜明け（一部）
- LIP×LIP FILM×LIVE〜この世界の楽しみ方〜（HoneyWorksと共同）

2022年
- 怪盗クイーンはサーカスがお好き

2025年
- 怪盗クイーンの優雅な休暇

### Webアニメ
2018年
- モンスターストライク「モンストの危機」「ソロモン 叡智の魔術王」（第3期）
- 花咲ク絆ノ浪漫譚

2023年
- ポケモンコンシェルジュ

### テレビドラマ
2015年
- 新・奇跡の動物園 旭山動物園物語2015 ～命のバトン～

2016年
- モンタージュ 三億円事件奇譚

2017年
- 孤食ロボット

2018年
- デイジー・ラック
- ミステリー作家・朝比奈耕作シリーズ「鳥啼村の惨劇」

2020年
- 漂流兄弟
- ワケあって火星に住みました〜エラバレシ4ニン〜

2023年
- 日曜の夜ぐらいは…
-  セクシー田中さん

2024年
- JKと六法全書

### 実写映画
2020年
- ヲタクに恋は難しい（鷺巣詩郎、瀬川英史、酒井麻由佳と共同）

2021年
- 都会のトム&ソーヤ

2023年
- 劇場版 推しが武道館いってくれたら死ぬ

2025年
- 366日

### 報道・情報番組
2014年
- NHKスペシャル「エネルギーの奔流」

2015年
- ZIP!「にっぽんわくわくキャラバン」
- おはよう日本

2016年
- NHKスペシャル「若冲」

### ラジオ
2018年
- ラジオ英会話

### 楽曲提供
2016年
- スカーレッドライダーゼクス ED「oldrevelation eternal ver.」（編曲）

2018年
- KiLLER KiNG/不動明謙「ヒミツの恋」（作曲・編曲）

2019年
- NHK「NEWS7」（OP・EDテーマ曲）

2020年
- TikTok「STAY POSE! Vol.2」『Retro Memories -TikTok short ver.-』（作曲・編曲）
- TikTok「STAY POSE! Vol.2」『ツインテ feat. maimie -TikTok short ver.-』（作詞・作曲・編曲）